# Каратау (горный массив)
Каратау, Кара-Тау — горный массив Главной гряды Крымских гор на Караби-яйле. Высота — 1259 м. Является объектом туризма.

## География
Каратау находится в юго-западной части Караби-яйлы на территории Солнечногорского лесничества Алуштинского государственного лесного хозяйства. Наивысшая точка хребта — гора Тай-Коба (1259 м). Кроме того, хребет Каратау имеет ещё две вершины — Каратау (1220 м) и Такья-Тепе (1253 м).
Поверхность Каратау плоская, с многочисленными карстовыми формами рельефа: воронками, карровыми полями. Есть пещеры, например Терпи-Коба, расположенная под вершиной Тай-Коба, Мушиная. Покрыта главным образом горно-луго-степной растительностью. На северном склоне сохранился участок букового леса. Часть массива Каратау охраняется в составе памятника природы Гора Каратау площадью 100 га. 